# クラウス・アロフス
クラウス・アロフス（Klaus Allofs, 1956年12月5日 -）は、ドイツ出身の元サッカー選手、サッカー指導者。現役時代のポジションはMF、FW。実弟のトーマス・アロフスも元サッカー選手。

## 経歴
1975年にフォルトゥナ・デュッセルドルフで選手キャリアをスタート。1981年には1.FCケルンへ移籍、フランスのマルセイユやボルドーを経て、1990年にブレーメンへ移籍し1992年に現役を引退した。
クラウスはブンデスリーガ通算424試合に出場し177得点を記録した。得点記録は歴代7位（ディーター・ミュラーと並ぶ）、デュッセルドルフ時代に記録した71得点はクラブ歴代最多記録である。1979年と1985年にはブンデスリーガ得点王を獲得、現役時代に4度のDFBポカール制覇、1992年にはブレーメンの一員としてUEFAカップウィナーズカップ制覇に貢献した。
西ドイツ代表としては1978年10月11日のチェコスロバキア戦で代表デビューを飾る。1980年のUEFA欧州選手権1980優勝、1986年のFIFAワールドカップ・メキシコ大会準優勝に貢献するなど、国際Aマッチ56試合出場17得点を記録した。
現役引退後は1998年から1999年までフォルトゥナ・デュッセルドルフで監督を務め、1999年から2012年までヴェルダー・ブレーメンのスポーツディレクター及びゼネラルマネージャーとして活動した。
2012年11月15日、13年務めたヴェルダー・ブレーメンを退団しVfLヴォルフスブルクのゼネラルマネージャーに就任。2016年12月2日に同クラブを退団した。

## タイトル

### クラブ
フォルトゥナ・デュッセルドルフ
- DFBポカール : 1978-79, 1979-80

1.FCケルン
- DFBポカール : 1982-83

ヴェルダー・ブレーメン
- UEFAカップウィナーズカップ : 1991-92
- ドイツ・ブンデスリーガ : 1992-93
- DFBポカール : 1990-91

オリンピック・マルセイユ
- リーグ・アン : 1988-89
- クープ・ドゥ・フランス : 1988-89

### 個人
- ドイツ・ブンデスリーガ得点王　2回(1979年、1985年)
- UEFAカップ得点王　1回(1986年)
- UEFA欧州選手権 得点王　1回(1980年)